# 엽록소 b
엽록소 b(葉綠素 b, 영어: chlorophyll b)는 엽록소의 한 형태이다. 엽록소 b는 빛 에너지를 흡수하여 광합성을 돕는다. 엽록소 b는 카보닐기 때문에 극성 용매에서 엽록소 a보다 더 잘 녹는다. 색상은 녹색이며, 주로 청색광을 흡수한다.
육상 식물에서는 광계 II 주변의 광수집 복합체에 엽록소 b의 대부분이 포함되어 있다. 따라서 광계 I에 대한 광계 II의 비율이 증가된 음지에 적응한 엽록체에서는 엽록소 a에 대한 엽록소 b의 비율이 높다. 엽록소 b가 증가하면 음지에 적응한 엽록체가 흡수하는 빛의 파장의 범위가 더 증가하기 때문에 이는 적응적인 현상이다.
|  |

## 생합성
엽록소 b의 생합성 경로는 다양한 효소들을 활용한다. 대부분의 식물에서 엽록소는 글루탐산으로부터 유도되며 헴 및 시로헴과 공유하는 분지 경로를 따라 합성된다. 초기 단계에서 글루탐산을 5-아미노레불린산(ALA)과 통합한다. 2분자의 5-아미노레불린산은 포르포빌리노젠(PBG)로 환원되고, 4분자의 포르포빌리노젠은 결합하여 프로토포르피린 IX를 생성한다.
엽록소 생성효소(EC 2.5.1.62)는 다음과 같은 반응을 촉매하여 엽록소 b의 생합성을 완료하는 효소이다.
클로로필라이드 b + 피틸 이인산  ⇄  엽록소 b + 이인산
이는 20탄소 화합물인 다이테르펜 알코올 피톨과 함께 클로로필라이드 b의 카복실기의 에스터를 형성한다.

## 구조
|                                                  |  |
| 긴 탄화수소 꼬리를 보여주는 엽록소 b의 분자 구조 |  |

## 같이 보기
- 엽록소
- 엽록소 a
- 엽록소 c
- 엽록소 d
- 엽록소 f